# Ndebele (sotho jezik)
Ndebele jezik (južni ndebele, ndzundza, nrebele, transvaalski ndebele; ISO 639-3: nbl), nigersko-kongoanski jezik sjeverne podskupine sotho jezika, šira skupina Sotho-Tswana (S.30). Sjevernu podskupinu čini s jezikom sjeverni sotho, dok drugi ndebele jezik (sjeverni ndebele) [nde], pripada skupini Nguni (S.40), i ne smiju se brkati.
Govori ga oko 640 000 ljudi (2006) u Transvaalu, Južnoafrička Republika, ali i 1 400 000 ljudi kao drugi jezik. U Južnoafričkoj Republici je jedan od službenih jezika.

## Vanjske poveznice
- Ethnologue (14th)
- Ethnologue (15th)